# تايلر كريستوفر
تايلر كريستوفر هو عداء سريع كندي، ولد في 3 أكتوبر 1983 في تشيليواك في كندا.

## وصلات خارجية
- تايلر كريستوفر على موقع الاتحاد الدولي لألعاب القوى (الإنجليزية)
- تايلر كريستوفر على موقع أوليمبيديا (الإنجليزية)